# Carnevale di Lucerna

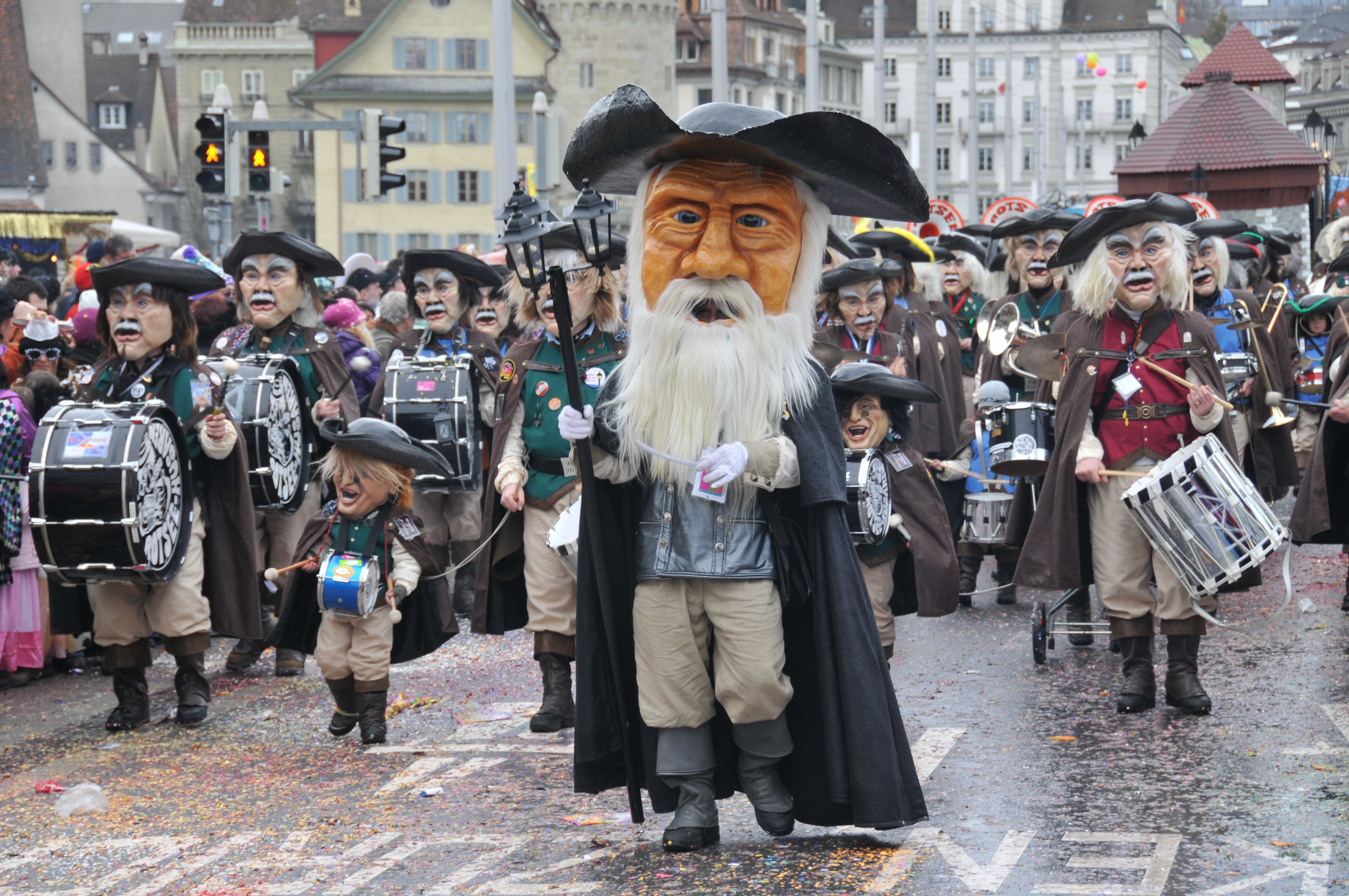
Il carnevale di Lucerna nel 2009

Il carnevale di Lucerna (in tedesco Luzerner Fasnacht) si svolge nelle date canoniche del carnevale di tradizione cattolica ed è uno degli appuntamenti più importanti della città di Lucerna. Durante cinque giorni migliaia di persone, nonostante il rigido clima invernale, si ritrovano nelle strade della città vecchia e sfilano con costumi artigianali. Conosciute anche oltre i confini della Svizzera interna sono le Guggenmusig, bande musicali composte d'appassionati che suonano brani riadattati per l'occasione.
Il carnevale di Lucerna inizia ogni anno con un colpo di cannone, sparato dalla collina alle 5 del mattino del giovedì prima del Mercoledì delle Ceneri. Le grandi sfilate che cominciano il giovedì e sono ripetute il seguente Lunedì grasso. Il carnevale di Lucerna si conclude la sera del Martedì grasso con una parata delle grandi bande, tra luci e lanterne. Dopo la sfilata, tutte le bande vagano per la città continuando a suonare musica allegra fino a notte inoltrata.